# Kepler-32 b
Kepler-32 b est un Jupiter tiède, orbitant autour d'une naine rouge située à environ 1 056 années-lumière (323,85 pc) de la Terre avec une magnitude apparente de 16,36.

## Caractéristiques physiques
L'exoplanète se distingue par sa masse imposante de 4,1 MJ, son rayon compact de 0,20 RJ et sa température élevée de 514 K.

## Orbite
Elle orbite à 0,05  unité astronomique de son étoile, une distance comparable à celle de Mercure dans le système solaire.

## Découverte
L'exoplanète a été découverte par la méthode du transit en 2011.

## Habitabilité
Les conditions d'habitabilité de cette exoplanète ne sont pas déterminées ou ne sont pas connues.